# Benissanet
Benissanet là một đô thị thuộc tỉnh Tarragona trong cộng đồng tự trị Catalonia, phía bắc Tây Ban Nha. Đô thị này có diện tích 23,1 kilômét vuông, dân số năm 2018 là 1.142 người với mật độ 49 người/km².